# Oleksandr Sjaparenko
Oleksandr Maksymovytj Sjaparenko (ukrainska: Олександр Максимович Шапаренко; ryska: Александр Максимович Шапаренко: Aleksandr Maksimovitj Sjaparenko), född den 16 februari 1946 i Stepanovka i Sumy oblast i Ukrainska SSR i Sovjetunionen (nu Stepanivka i Ukraina), är en ukrainsk före detta kanotist som tävlade för Sovjetunionen.
Han tog OS-guld i K-2 1000 meter och OS-silver i K-1 1000 meter i samband med de olympiska kanottävlingarna 1968 i Mexico City.
Han tog OS-guld i K-1 1000 meter i samband med de olympiska kanottävlingarna 1972 i München.